# Paweł Cieślar
Paweł Adam Cieślar (ur. 4 października 1930 w Wiśle, zm. 11 maja 2011 w Warszawie) – polski dyplomata, ambasador PRL w Szwecji (1976–1982), Indonezji i Singapurze (1987–1990).

## Życiorys
Syn Jerzego i Ewy. W 1954 ukończył studia na Wydziale Handlu Zagranicznego Szkoły Głównej Służby Zagranicznej. Studiował również podyplomowo w Wyższej Szkole Nauk Społecznych przy KC PZPR. W latach 1948–1963 był działaczem młodzieżowym, do 1954 Związku Młodzieży Polskiej, następnie Zrzeszenia Studentów Polskich – zasiadał w jej władzach. W 1968 podjął pracę w Ministerstwie Spraw Zagranicznych, początkowo na stanowiskach I sekretarza i radcy ambasady PRL w Londynie (1968–1972), następnie wicedyrektora departamentu (1972–1977; 1983–1987) i ambasadora w Szwecji (1976–1982). W 1987 objął obowiązki ambasadora w Indonezji i Singapurze. Pełnił je do 1990.
Był działaczem PZPR, od 1973 pracował jako lektor KC PZPR.
Odznaczony Krzyżem Kawalerskim Orderu Odrodzenia Polski i Komandorią Orderu Gwiazdy Polarnej I klasy. Pochowany na Cmentarzu Południowym w Warszawie.